# Kościół Najświętszego Serca Pana Jezusa w Moraczu
Kościół Najświętszego Serca Pana Jezusa — neogotycki kościół parafialny z 1882 roku, położony w Moraczu, w województwie zachodniopomorskim, w powiecie goleniowskim, w gminie Przybiernów. Należy do dekanatu Golczewo.

## Historia
Pierwsze wzmianki o plebanie zaczęły pojawiać się w XV wieku. Około 1535 roku ówczesna świątynia została przekazana ewangelikom i włączona do parafii w Świętoszewie, a w 1834 roku do parafii w Włodzisławiu. Po II wojnie światowej, 13 października 1946 roku, kościół został poświęcony katolikom. 25 kwietnia 1973 roku biskup Jerzy Stroba utworzył nową parafię z siedzibą w Moraczu.

## Opis
Kościół usytuowany jest w centrum wsi. W 1595 roku w Moraczu istniała świątynia bez wieży, a na przykościelnym cmentarzu zbudowano drewnianą dzwonnicę. Pod koniec XVIII wieku kościół groził zawaleniem, więc wybudowano nową konstrukcję - do zachowanej drewnianej wieży z gontowym dachem dobudowano murowany korpus o konstrukcji ryglowej, wypełniony cegłą. Ta świątynia spłonęła w 1877 roku. W latach 1881–1882 powstał obecny kościół w stylu neogotyckim, z czerwonej cegły. Został zbudowany na planie prostokąta, z trójbocznym prezbiterium. Nawa przykryta jest dachem siodłowym, prezbiterium dachem pięciospadowym, a zakrystia dachem o dwóch połaciach od strony północnej i wschodniej. Z zachodniej ściany wyrasta wieża-sygnaturka z dwoma ostrołukowymi otworami na dzwony, z których jeden pochodzi z 1882 roku. Do wnętrza prowadzą dwa wejścia - w fasadzie zachodniej i południowej, a kościelne drzwi są pomalowane na żółto.
Wnętrze nawy ma drewniany, belkowany strop, a prezbiterium jest sklepione. W zachodniej części, nad wejściem, znajduje się chór muzyczny z XIX wieku, wsparty na drewnianych kolumnach, z prospektem organowym. Łuk tęczowy oddziela prezbiterium od nawy. Po lewej stronie w nawie głównej, przed wejściem do prezbiterium, stoi neogotycka chrzcielnica z kamienia. W prezbiterium znajduje się ołtarz soborowy oraz rzeźba Najświętszego Serca Pana Jezusa z drewna oliwnego. Trzy duże okna w prezbiterium są wypełnione witrażami, a przy mensie stoi nowoczesny krucyfiks. W bocznych ołtarzach z lewej strony znajduje się obraz Matki Boskiej Częstochowskiej, a z prawej - Najświętszego Serca Pana Jezusa. W świątyni można również zobaczyć obraz bł. Jana Pawła II. Na ścianach wyeksponowane są stacje drogi krzyżowej, płaskorzeźbione z ceramiki.